# AT-AT

AT-AT-ok, azaz „birodalmi lépegetők” támadnak a Hoth bolygón

Az AT-AT (All-Terrain Armored Transport, „páncélozott, minden terepre alkalmas csapatszállító jármű”) a Csillagok háborúja univerzumban egy „lépegető” meghajtású páncélozott, csapatszállító terepjáró harci jármű.
Az AT-AT hatalmas méretű, erősen páncélozott és energiapajzsokkal is védett, nagy tűzerejű harci jármű, amely kis számú rohamosztagost vagy terhet is szállítani tudott, igaz, nem túl nagy sebességgel. A gép a Galaktikus Birodalom egyik rettegett jelképévé vált.

## Adatok
- Gyártó: Kuat Drive
- Hossz: 20 m
- Magasság: 22,5 m
- Tömeg: 76 t
- Végsebesség: 60 km/h
- Hajtómű: 2 db KDY FW62
- Legénység: 3 (+2) fő
- Katonák: 40 fő
- Fegyverzet: 2 db  Mk 3e/W nehéz lézer ágyú; 2 db Mk 2e/W közepes sugár ágyú

## Célja
A Birodalmi Haderők egyik fegyverrendszere a hatalmas, páncélozott, csapatszállító lépegető. Stratégiai jelentőségét tekintve a Szárazföldi Erők kötelékében ezek a monstrumok ugyanazt a célt szolgálják, mint a Flottánál a csillagrombolók: a terrort. Nincs még egy szárazföldi gépezet, ami e célnak ilyen jól megfelelne. A köztársasági idők óta a Szövetség arzenáljában sincs semmi, ami csak egy kicsit is hasonlítana ezekhez a járművekhez. A 15 méter magas acélelefántok mint valami rég letűnt kor ködéből kilépő háborús istenek magasodnak a Galaxis csatamezői fölé.

## Története
Az AT-AT-ok megszületését a repulzoros technológiát használó csapatszállítók alkalmazásának határai tették szükségessé. A lépegetők megjelenése előtt a szárazföldi csapatoknak, azok felszerelésének, az utánpótlásnak és az egészségügyi feladatokat ellátó egységek mozgatásának kizárólagos eszközei a repulzoros járművek voltak. Ám ezek alkalmazása néhol korlátokba ütközik.
Az olyan különleges földtani körülmények és felszíni hatások, mint a gravitációs mező ingadozása, a véletlenszerűen megjelenő mágneses kitörések és egyéb, előre nem kiszámítható anomáliák lehetetlenné teszik az ilyen meghajtással üzemelő gépek felhasználását. A Szárazföldi Haderőknek pedig egy minden világban, minden körülmények között bevethető szállító járműre volt szüksége. A megoldást egy rég elfeledett technológia újjáélesztése jelentette.

## Felépítése
A Kuat Drive tervezői egy gigantikus, lépegető erődöt hoztak létre, ami megkérdőjelezhetetlen hadászati erején kívül, azóta hatásos pszichológiai fegyverré is vált. Az AT-AT a birodalmi szárazföldi csapatok által jelenleg használt nehéztüzérségi fegyverekkel jóformán sebezhetetlen. Ezt a védettséget részben a szerkezeti elemeket borító nehézpáncélzat, részben pedig a rendkívül hatékony ICI-S3-as Shield Side pajzsgenerátor és az ehhez kapcsolódó kétsoros fedést biztosító vetítő fejek adják. A hatalmas test mozgatását a törzs alá épített két nagyméretű hajtómű teszi lehetővé. A KD-XX jelzésű motorok megosztva kapcsolódnak a két pár láb csípőszervóihoz, akár 60 km/h sebesség elérésére is képessé téve a szerkezetet.
A "Hoth rajtaütés" óta a hajtóműrendszert ún. kétkörös biztonsági rendszerűre módosították. Vagyis az egyik motor üzemképtelenné válása esetén a másik képes átvenni annak szerepét és bár csökkent sebességgel, de mozgásban tartani a járművet. A lépegetők mozgatható fejében alakították ki a parancsnoki kabint. Ez egyben a pilóta és a tüzérek munkahelye is. A lépegetők fedélzeti fegyverzetének gerincét két darab, hatalmas SFS-X5-ös szinkronvezérelt lézerágyú adja. Ezen kívül még a fej két oldalán elhelyezett, egymástól függetlenül célra tartható, közepes erejű SFS-X3-as sugárágyú alkotja a fegyverzet részét.
A tüzérek munkáját és az ágyúk vezérlését egy új fejlesztésű, 360 fokos látómezőt biztosító holografikus célzórendszer és egy modern tűzvezető számítógép segíti. A jobbra és balra 90, fel és le 30 fokban elmozdulni képes fejrész széles tűzzóna kialakítását teszi lehetővé. A lépegetők a hatalmas törzsben kialakított raktérben max. 40 teljes fegyverzetű katonát és 5 db robogót képesek szállítani. Az AT-AT-ok példátlan szállítókapacitását mutatja, hogy a raktér negyed óra alatt elvégezhető módosításával abban akár 2 db felderítő AT-ST lépegető is elhelyezhető.
Ezek a hatalmas csapatszállítók alkotják a Birodalom szárazföldi célpontok ellen végrehajtott támadásainak ékét. Bevetésük az első vonalban, a biztosításukat végző repulzoros technika előtt történik. A célterületre telepítésüket gigantikus méretű teherszállító bárkákkal és komphajókkal oldják meg. A lépegetők egyes alkatrészeit nem egy helyen, hanem különböző, az egyes alkatrészekre szakosodott gyárakban állítják elő. Az összeszerelést szigorú minőség-ellenőrzés mellett a Kuat Drive hajógyár szerelőüzemeiben végzik. Ez részben a biztonsági, minőségi követelmények kielégítését, részben a gyártási technológia védelmét szolgálja. Ilyen ismert üzemek vannak a Kuat, a Carid és a Belderon rendszerben is. A Szövetségi hírszerzés gyanúja szerint azonban ezek csak amolyan fantom üzemek, a valódi összeszerelést végző gyárak helye ismeretlen.

## További változatai
A Régi Köztársaság hadserege más konstrukciókban is alkalmazta a lépegető meghajtást: 
- AT-AA: All Terrain Anti Aircraft;
- AT-ACT: All Terrain Armored Cargo Transport;
- AT-AP: All Terrain Attack Pod;
- AT-AR: All Terrain Advance Raider;
- AT-CT: All Terrain Construction Transport;
- AT-HE: All Terrain Heavy Enforcer;
- AT-IC: All Terrain Ion Cannon;
- AT-KT: All Terrain Kashyyyk Transport;
- AT-M6: All Terrain Megacaliber Six;
- AT-OT: All Terrain Open Transport;
- AT-PT: All Terrain Personal Transport;
- AT-RDP: All Terrain Rapid Deployment Pod;
- AT-RT: All Terrain Recon Transport;
- AT-SE: All Terrain Shock Enforcer;
- AT-ST: All Terrain Scout Transport;
- AT-SW: All Terrain Storm Walker;
- AT-TE: All Terrain Tactical Enforcer;
- AT-XT: All Terrain Experimental Transport.